# HIT Innsbruck
HIT medalp Tirol (Handball Innsbruck Tirol) ist ein österreichischer Handballverein aus Innsbruck. Die Mannschaft spielte bis 2013 in der Handball Liga Austria.

## Geschichte

### Die 1980er
1981 und 1982 kämpfte der damals noch unter dem Namen ATSV Innsbruck auftretende Verein um den Aufstieg in die Staatsliga B, scheiterte jedoch beide Male knapp. Mit gezieltem Training und verstärkter Jugendarbeit, aber auch mit Hilfe des polnischen Spielers Jan Piotrowicz, führte Trainer Werner Jenewein den ATSVI-Sparkasse im Jahre 1983 zurück in die Staatsliga B. 1984 und 1985 wurde man jeweils Vizemeister. In der Abschlusstabelle der Saison 1985/86 belegte die Mannschaft nur den siebten Rang. Für die Handballabteilung unter der Leitung von Hans-Peter Ullmann war dies der Anlass, einen gänzlich neuen Weg zu gehen. Mariusz Czock wurde als hauptberuflicher Trainer verpflichtet, mit der Aufgabe, den ATSVI-Sparkasse in zwei Jahren wieder in die A-Liga zu führen. Er holte Janos Czismadia und erreichte sein Ziel wie geplant im April 1988. Der ATSVI machte den Tiroler Handball wieder erstklassig. Als Oberhausneulinge konnte der ATSV Innsbruck in seinem ersten Jahr (1988/89) in der Handball-Staatsliga A mit einem vierten Platz überraschen.
In der Meisterschaftssaison 1989/1990 hoffte Trainer Czok, auch seine Europacup-Ziele verwirklichen zu können. Trotz des vierten Platzes in der Meisterschaft und knapper Niederlage im ÖHB Cup-Finale (in zwei Finalspielen mit nur einem Tor Differenz gescheitert) war die Enttäuschung groß. In dieser Saison gab es noch weitere erfreuliche Nachrichten für den Verein. Ewald Humenberger, Michael Maurer, Markus Gottwald, Robert Mühlthaler und Marius Caras wurden Bestandteil der WM-Mannschaft 1992. Das Handball-Leistungszentrum wurde gegründet und damit in der Jugendarbeit ein neuer, zukunftsweisender Weg eingeschlagen.

### Die 1990er
In den folgenden zwei Spielsaisonen 1990/1991 und 1991/1992 fiel die Mannschaft zuerst in das mittlere Play-off und schließlich auf den neunten Platz zurück. Mangels budgetärer Bedeckung des Staatsligabetriebes entschied sich der ATSVI Innsbruck 1992 für den Rückzug der Mannschaft aus der Staatsliga musste und damit den Zwangsabstieg in die Landesliga zur Kenntnis nehmen. Mit zwei Männer- und sechs Nachwuchsmannschaften wurde das „Projekt 2000“ gestartet. 1993 war der ATSVI Tiroler Landesmeister. Um der Jugend eine bessere Möglichkeit zur sportlichen Weiterentwicklung bieten zu können, wurde mit dem HC Wörgl eine Spielgemeinschaft in der Form eingegangen, dass insbesondere die ATSVI-Jugend die U21-Mannschaft für den B-Liga-Bewerb stellte. Die Zusammenarbeit wurde im Hinblick auf die angesagte Zweiteilung der B-Liga nach einem Jahr beendet, um dem ATSVI die Chance zu eröffnen, sich selbst über den Landesmeistertitel für die Gruppe West der B-Liga zu qualifizieren.
Tatsächlich wurde die junge Mannschaft im April 1995 unter Trainer Klaus Hagleitner Tiroler Meister und schafft anschließend den Aufstieg in die neue Bundesliga West. Stand die Saison 1995/1996 noch unter dem Druck des Klassenerhaltes, so wollte die Mannschaft in der darauf folgenden Meisterschaft schon wieder einen Platz im Mittelfeld erreichen. Dazu passend folgte eine Kooperation mit dem Alpenzoo Innsbruck mit dem von Hubert Weidinger geschaffenen „Wolfs-Logo“. Die Torjagd der „ATSVI-Wölfe“ führte die Männermannschaft am Ende der Bundesligameisterschaft 1996/1997 auf den zweiten Platz – der ATSVI wurde wieder zur Nummer eins im Tiroler Handball. Die gezielte Jugendarbeit von Klaus Hagleitner, Manfred Reinalter und Peter Patterer brachte Roland Pichler, Markus Burger, Wolfgang Reinalter, Markus Ribis und Markus Lebitsch in den Kader der österreichischen Nachwuchsauswahlen. 1997 erfolgte ein Paukenschlag nach dem anderen. Zuerst wurde im Februar für das „ATSVI-Handball-Leistungsmodell Innsbruck“ eine neue Struktur geschaffen und diese Nachwuchsinitiative später in das „Handball-Leistungszentrum Innsbruck/Tirol“ übergeführt.
Der Überzeugungsarbeit von Tirols Verbandspräsident Thomas Czermin war es dann zuzuschreiben, dass der Nationalteamtrainer Nico Markovic die Herausforderung annahm, neben seiner Aufgabe als Teamtrainer die sportliche Leitung des HLZ zu übernehmen und auch das junge ATSVI-Bundesligateam zu trainieren. Es wurde ein Zweijahresplan für den Wiederaufstieg in die A-Liga ausgearbeitet. Der dritte und für die nächsten Vereinsjahre prägende Paukenschlag war der Abschluss des mehrjährigen Sponsorvertrages mit der Firma abc-Fliesen. Das mit einem Durchschnittsalter von 22 Jahren jüngste Bundesligateam schaffe schließlich 1999 tatsächlich den Wiederaufstieg in die Staatsliga-A bzw. in die neu geschaffene Handball Liga Austria. Bemerkenswert war die „Performance“ des ATSVI im ersten HLA-Jahr: Rang drei im Endklassement 2000 und dazu noch der Aufstieg in das Final-Four des ÖHB-Cups. Das bedeutete die erstmalige Qualifikation einer Tiroler Handballmannschaft für einen Europacup-Bewerb. Wolfgang Reinalter, Ugis Vikstrems, Viktor Szilágyi und Roland Pichler begannen im Nationalteam mitzumischen.

### Die 2000er
Vor dem Start in die zweite Oberhaussaison setzte die Vereinsführung einen wohl überlegten, aber doch gewagten Schritt. Künftig sollte die HLA-Mannschaft des ATSVI-Zweigverein Handball unter der Kurzbezeichnung „HIT“ (Handball Innsbruck Tirol) auftreten. Die HIT-Mannschaft spielte die bis dahin erfolgreichste Saison in der Geschichte des ATSVI-Handball. Der slowakische Vizemeister MHK Kosice wurde in der ersten Runde des EHF-Cups aus dem Bewerb geworfen. In der zweiten Runde traf HIT auf das deutsche Weltklasseteam TBV Lemgo. Diese Hürde war nicht zu überwinden. Einer durch Verletzungspech bedingten hohen Niederlage im Heimspiel folgte eine mit 29:32 knappe Niederlage im Rückspiel. Aufgrund seiner überragenden Leistungen konnte der Jungstar Viktor Szilágyi danach nicht mehr gehalten werden, er wechselte nach Deutschland zu Dormagen. Mit seinem Abgang kam auch Sand ins HIT-Getriebe. Das Meister-Play-off wurde nicht erreicht, mit dem Absturz in das Aufstiegs-Play-off legte auch Trainer Markovic seine Funktion zurück. Seinem Nachfolger Klaus Hagleitner gelang es dann, den Klassenerhalt zu fixieren. Das nächste HLA-Jahr begann und endete unrund. Nach vielen Unentschieden im Grunddurchgang musste die HLA-Sieben wieder einmal in das Aufstiegs-Play-off. Dort wurden alle Begegnungen klar gewonnen und damit sicherte sich der Verein die Teilnahme an der HLA-Meisterschaft 2002/2003. Dass die Mannschaft das spielerische Potential für das Meister-Play-off gehabt hätte, zeigte sich im Frühjahr, als sich HIT für das in Innsbruck ausgetragene Cup-Final-Four qualifizierte. Am 17. Mai 2002 stand die Mannschaft zum zweiten Mal im Cup-Finale. Sekunden vor Schluss der Partie gegen den alten und neuen Meister aus Bregenz war der Traum vom ersten Cup-Sieg vorbei. Die Mannschaft hatte sich damit dennoch zum zweiten Mal in einen Europacup-Bewerb, dieses Mal in den Cup der Cupsieger, gespielt.
Die Saison 2002/2003 begann überragend, am Ende des Jahres 2002 stand HIT im Grunddurchgang auf dem zweiten Platz. Im Europacup zog HIT ein Traumlos. Gegner war kein Geringerer als der Titelverteidiger aus Spanien, die Mannschaft von BM Ciudad Real mit dem Welthandballer Talant Dujshebaev. Am 9. November 2002 fand für HIT „das Handballspiel des Jahrzehnts“ statt. Der Europacupsieger aus Spanien demonstrierte 60 Minuten Weltklassehandball. Ein Unterschied, den auch über 1000 Handballfans in der Sporthalle Hötting West goutierten – Innsbruck wurde mit Standing Ovations in die Kabine verabschiedet. Das Rückspiel in Spanien fand in einer für HIT anderen Welt statt. Nach Kosice und Lemgo lieferte HIT auch vor 2500 enthusiastischen spanischen Fans ein gutes Spiel. Im Frühjahr 2003 stand HIT lange Zeit auf dem ausgezeichneten dritten Platz. Am Ende der Meister-Play-off stand zwar der fünfte Rang, aber trotzdem die dritte Qualifikation für einen Europacup-Bewerb. Zur großen Enttäuschung der Mannschaft sah die Vereinsführung diesmal keine Chance, die für eine neuerliche Teilnahme notwendigen Finanzmittel aufzubringen.
Nach einer guten Vorbereitung und einem furiosen Start in die Saison 2003/2004 gegen Wien-Margareten waren die Ergebnisse nicht mehr berauschend. Nicht zuletzt auch aufgrund der schweren Verletzungen von Andi Stachelberger und Ugis Vikstrems belegte die Mannschaft im Grunddurchgang und dann im Meister-Play-off nur den siebten Rang. im ÖHB-Cup musste HIT im Viertelfinale die Segel streichen. Auf Drängen von Trainer Klaus Hagleitner wurde für die Saison 2004/2005 mit Mindaugas Andriuskas ein neuer Linkshänder verpflichtet. Am 18. September 2004 fand dann in der ausverkauften Heimhalle das erste Derby gegen den aufgestiegenen Tiroler Lokalrivalen ULZ Sparkasse Schwaz statt. Nach einem Acht-Tore-Rückstand holten die HIT-Handballer in einem furiosen Finish noch ein 31:31. Im Oktober, nach einer schweren Verletzung von Kapitän Markus Burger, zeigten sich die ersten Abstiegssorgen. Der neunte Platz im Grunddurchgang war gleichbedeutend mit dem Aufstiegs-Play-off. Dort wurden allerdings alle Spiele sicher gewonnen und damit wieder die Teilnahme an der HLA gesichert. Mit der Verpflichtung von Trainer Bruno Gudelj sollte für die Saison 2005/2006 neuer Schwung in die Mannschaft gebracht werden. Die Spielzeit begann mit vier Punkten aus zwei Spielen vielversprechend. Im Derby gegen Schwaz verlor die Mannschaft nicht nur das Spiel, sondern auch ihr Selbstvertrauen. Dazu kam in der Folge eine nicht mehr enden wollende Serie von schweren Verletzungen. Nach dem Grunddurchgang lag HIT nur auf dem achten Rang und musste somit wieder ins Aufstiegs Play-off.
Nachdem der Ehrenkapitän des ATSVI-Handball Manfred Reinalter seine Karriere beendet hatte, konnte der damalige Jugendleiter Peter Patterer den jungen Stefan Öhler vom Reiz eines Nachwuchstrainers überzeugen. Stefan Öhler hatte sich nach zwei schweren Verletzungen bereits mit 21 Jahren entschieden, sich vom Spitzenhandball zurückzuziehen. Mit Konsequenz, Begeisterung und großem Ehrgeiz stürzte sich Stefan Öhler in die Jugendarbeit. In der Folge konnten die Jugendmannschaften des Vereins zahlreiche Erfolge erringen. So wurden sie oftmaliger Tiroler Meister in den verschiedenen Altersklassen, Vizemeister in der Bundesländermeisterschaft, in zahlreichen international gut besetzten Turnieren standen die Mannschaften im Finale. Hervorzuheben aus dieser Erfolgsstory sind die Vizestaatsmeistertitel der U17 in den Jahren 2004 und 2005. In der Saison 2006/2007 übernahm Stefan Öhler schließlich als jüngster HLA-Coach das Traineramt bei HIT. Nach einem äußerst durchwachsenen Grunddurchgang gelang im Januar 2007 mit der Verpflichtung des ehemaligen Vizewelthandballers Nedeljko Jovanović ein Transfercoup. Dieser sicherte den erneuten Verbleib in der HLA, doch nun war die Zeit reif, um nach höheren Zielen zu streben.
Die Neuzugänge für die Saison 2007/2008, Richard Wöss, Andrius Rackauskas, Luka Marinovic und Thomas Schinagl, erwiesen sich als Goldgriff, der HIT nach vier Jahren wieder ins Meister-Play-off brachte. Der abschließende fünfte Rang bedeutete nicht nur das beste Ergebnis seit langem, sondern auch die Qualifikation für den EHF Challenge Cup. Noch besser gestaltete die Mannschaft allerdings die darauffolgende Saison. Sowohl im Grunddurchgang als auch im Meister-Play-off zeigte das HIT-Ensemble starke Leistungen, die letztlich den dritten Rang einbrachten. Erst im Ligahalbfinale war gegen den späteren Vizemeister aus Hard Endstation. Zudem zogen die Innsbrucker zum dritten Mal in der Vereinsgeschichte in das Finale des ÖHB-Cups ein: Dort musste man sich den gastgebenden aon Fivers knapp mit 25:26 geschlagen geben und verpasste damit erneut den ersten Titel der Vereinsgeschichte. Im EHF Challenge Cup scheiterte HIT nach Siegen im Qualifikationsturnier sowie gegen RK Poreč aus Kroatien erst im Achtelfinale und nur aufgrund der Auswärtstorregel an Beşiktaş Istanbul.

## Halle
Heimspielstätte ist die Sporthalle Hötting West.

## Bekannte ehemalige Spieler
- Ewald Humenberger
- Michael Maurer
- Markus Gottwald
- Robert Mühlthaler
- Marius Caras
- Viktor Szilágyi
- Wolfgang Reinalter
- Ugis Vikstrems
- Milan Vunjak
- Roland Pichler
- Richard Wöss
- Maximilian Hermann